# Sofía Guillermina de Löwenstein-Werheim-Rochefort
La condesa Sofía Guillermina de Löwenstein-Werheim-Rochefort (Wertheim, 26 de septiembre de 1664-París, 19 de septiembre de 1736) fue una noble germano-francesa, casada con el militar y memorialista francés, Philippe de Courcillon, marqués de Dangeau.

## Biografía
Fue la décima de los hijos e hijas del matrimonio formado por Fernando Carlos, príncipe de Löwenstein-Werheim-Rochefort (1616-1676) y la condesa Ana María de Fürstenberg-Heiligenberg (1634-1705). Por línea paterna descendía de la casa de Löwenstein-Werheim, formada por la descendencia del matrimonio morganático de Federico I, Elector Palatino con Clara Tott. Su tío materno fue Franz Egon de Fürstenberg (1626-1682), príncipe-obispo de Estrasburgo. Fue dama canonesa de la abadía imperial de Thorn.
En la corte francesa sería fille d'honneur de María Ana de Baviera, casada con Luis, delfín de Francia e hijo único de Luis XIV. en 1686 abandonaría este cargo por su matrimonio con Philippe de Courcillon, marqués de Dangeau. Este matrimonio se produjo el 31 de mayo de 1686 en la Capilla del Palacio de Versalles. El enlace había sido muy favorecido por el monarca francés.
En 1696 con motivo del matrimonio de María Adelaida de Saboya con el nieto primogénito de Luis XIV; Luis, duque de Borgoña es nombrada dama de esta princesa.

## Matrimonio y descendencia
De su matrimonio con Philippe de Courcillon solo tuvo un hijo:
- Philippe-Egon de Courcillon (1687-1719), que contraería matrimonio el 17 de junio de 1708 con Françoise de Pompadour, duquesa de La Valette.[1]Este último matrimonio tuvo descendencia:
  - María Sofía de Courcillon (1713-1756) casada (1729) en primeras nupcias con Charles-François d'Albert d'Ailly (1707-1731), duque de Picquigny, y en segundas (1732) con Hércules Mériadec de Rohan (1669-1749), duque de Rohan-Rohan.[2]

### Individuales
1. ↑  «Philippe Egon de Courcillon». Base Roglo (en francés).
2. ↑  «Marie Sophie de Courcillon». Base Roglo (en francés).